# Electrolux
AB Electrolux — шведская транснациональная компания, один из ведущих мировых производителей бытовой и профессиональной техники. Ежегодно компания продает более 60 миллионов своих изделий потребителям из 150 стран. Штаб-квартира Electrolux расположена в Стокгольме.

## История
Компания Electrolux была основана Акселем Веннером-Греном (Axel Wenner-Gren).
В 1908 году Веннер-Грен работал агентом по продажам в шведской компании Separator. Считается, что идея о массовом производстве бытовых пылесосов появилась у Веннера-Грена во время деловой поездки в Вену, когда он заметил в витрине магазина пылесос Santo американского производства, весивший более 20 килограммов, и в 1910 году Веннер-Грен основал в Стокгольме компанию под названием Elektromekaniska AB.
В 1912 году начинается сотрудничество Elektromekaniska AB с компанией AB Lux (Стокгольм, Швеция), производящей с 1901 года уличные керосиновые лампы. Но из-за дальнейшего повсеместного распространения электричества компании Lux срочно потребовалось реорганизовать свое производство.
В 1913 году компания успешно запускает производство первого бытового пылесоса (модель Lux 1) весом 14 килограммов. Затем Веннер-Грен разработал прототип прибора ещё меньшего размера; вторая модель пылесоса Lux была представлена в 1914 году и весила уже 9 килограммов.
В 1919 году название компании меняется на Elektrolux AB (написание будет изменено на английский манер — Electrolux — в 1957 году в связи с возросшей популярностью продукции компании за пределами Швеции). Уже спустя 10 лет после основания Electrolux Аксель Веннер-Грен превратил её в глобальную компанию с офисами и заводами во всем мире. Идеологической основой успеха Веннера-Грена стало представление о том, что бизнес должен меняться в соответствии с потребностями покупателей. Так, в 1921 году сам Веннер-Грен предложил разработчикам инновацию в устройстве пылесосов, заявив: «Надо поместить пылесос на полозья из толстой проволоки. Кто недостаточно силен, чтобы нести пылесос, сможет его тащить».
В 1925 году Веннер-Грен увидел значительный потенциал в разработке Карла Мунтерса и Бальтазара фон Платена и вложил в неё собственные средства. Так появился первый в мире абсорбционный холодильник, который работал на газе, керосине или электричестве. Уже к 1936 году Electrolux произвел свой миллионный холодильник.
Одновременно с этим подобную конструкцию холодильника разработал и запатентовал Альберт Эйнштейн. Аксель Веннер-Грен купил патент на холодильник Эйнштейна, чтобы избежать лицензионного спора. Но конструкция Мантерса и фон Платена оказалась более удачной и в итоге именно она была реализована в холодильниках.

### Слияния и поглощения
За время существования компании были осуществлены слияния и поглощения следующих компаний:
- 1919 год — слияние с Elektromekaniska AB и AB Lux
- 1934 год — приобретена Volta AB, Швеция
- 1962 год — приобретена Elektro Helios, Швеция
- 1974 год — приобретена Eureka, США
- 1976 год — приобретены Arthur Martin и Tornado, Франция
- 1978 год — приобретены Husqvarna AB, Швеция и Therma, Швейцария
- 1979 год — приобретена Tappan, США
- 1984 год — приобретена Zanussi, Италия
- 1986 год — приобретена Frigidaire, США[5]
- 1987 год — приобретена Corberó y Domar, Испания
- 1991 год — приобретена Lehel, Венгрия
- 1994 год — приобретена AEG Hausgeräte GmbH, Германия
- 1997 год — приобретена Refripar, Бразилия
- 2000 год — приобретена Westinghouse, Австралия
- 2006 год — Husqvarna AB, Швеция, выделена через спин-офф в самостоятельную компанию
- 2011 год — приобретены Olympic Group, Египет, и CTI (Compania Tecno Industrial S.A.), Чили
- 2014 год — приобретено подразделение по производству бытовой техники General Electric[6]

### Изобретения Electrolux
- 1925 год — выпуск адсорбционного холодильника D-fridge[7]
- 1951 год — начало производство стиральных машин на заводе в Гётеборге[8]
- 1958 год — первая компактная посудомоечная машина
- 1969 год — стиральная машина Electrolux Wascator FOM71 CLS официально стала эталонной стиральной машиной для определения класса стирки по международным стандартам
- 2000 год — выпуск духового шкафа с паром
- 2001 год — первый в мире робот-пылесос Trilobit[9]
- 2004 год — выпуск первого беспроводного пылесоса Ergorapido[10]
- 2012 год — выпуск первой профессиональной кухни для дома Grand Cuisine[11]
- 2013 год — духовой шкаф с функцией приготовления Sous-Vide[12]

## Деятельность
Electrolux производит бытовую технику как для частных покупателей, так и для нужд HoReCa и прачечных. Продукция компании включает: духовые шкафы, варочные поверхности, вытяжки, холодильники, морозильные лари, винные шкафы, плиты, посудомоечные и стиральные машины, пылесосы, малую бытовую технику, бытовую химию, посуду и аксессуары для приготовления пищи.
Товары компании продаются под торговыми марками Electrolux, Zanussi, AEG, Grand Cuisine, Frigidaire, REX, Zoppas, Flymo, Partner, Westinghouse, McCulloch, Eureka и другими.
Заводы компании расположены в Швеции, Италии, Венгрии, Румынии, Великобритании, Польше, Германии, США, Бразилии, Украине и других странах мира.

### Показатели деятельности
Общая численность сотрудников Electrolux (по данным на 2022 год) составляет 51 тыс. человек. Продукция компании продается в более чем 120 странах мира. За 2022 год по всему миру было реализовано свыше 60 млн единиц товара.
В 2022 году выручка компании увеличилась на 9 млрд крон, по сравнению с 2021 годом и составила около 134,9 млрд крон.

### Electrolux в России
Первую попытку выйти на российский рынок Electrolux (в то время AB Lux) предпринял в 1912 году, предложив покупателям компактные переносные пылесосы Lux 1, плитки, термостаты для батарей отопления, уличные и ручные фонари, а также паяльные лампы.
После пятидесятилетнего перерыва в 1960-х — 1980-х годах, уже в СССР, осуществлялись разовые поставки отдельных партий бытовой техники торговой марки Rosenlew, производимой на одноимённом заводе в Финляндии (холодильник марки Rosenlew (Розенлев).
В 2005—2010 годах в Санкт-Петербурге действовал завод Electrolux по производству стиральных машин с фронтальной загрузкой. В начале 2010 года завод был закрыт, так как, по словам руководителя европейского подразделения Electrolux Major Appliances Эдерсона Гимараеша (Ederson Guimaraes), компания не смогла производить в Санкт-Петербурге продукцию по конкурентоспособной цене.
В сентябре 2022 года, после российского вторжения на Украину, совет директоров компании объявил об уходе с российского рынка и продаже российских активов местному топ-менеджменту. В феврале 2024 года стало известно что Electrolux начал активно блокировать поставки продукции через параллельный импорт, запретив реэкспорт в Россию.

## Собственники и руководство
Крупнейшие акционеры (на 31 декабря 2008 г.): шведский инвестиционный холдинг Investor — 28,8 % голосующих акций (12,7 % уставного капитала), Capital Group Funds — 7,2 % (9,2 %), Alecta Pension Insurance — 5,6 % (5,6 %).
Президент и генеральный директор — Йонас Самуэльсон; председатель правления — Штаффан Бомэн.

## Критика
В декабре 2018 года французское антимонопольное управление оштрафовало Electrolux на 48 млн евро за ценовой сговор с Whirlpool, BSH, Candy Hoover и др. Как было установлено расследованием, представители компании встречались несколько раз в период с 2006 по 2009 года. Так, например, в 2008 году компании договорились о повышении цен на 20 евро для товаров стоимостью менее 200 евро и на 50 евро на товары стоимостью более 400 евро.